# Mauricio Gómez
Mauricio Alejandro Gómez Ríos (Laja, Región del Bio Bio, Chile, 5 de marzo de 1989) es un futbolista chileno. Juega de delantero. 

## Trayectoria
Realizó las divisiones inferiores en la Universidad de Chile siendo goleador de la mayoría de las categorías siendo además apodado el "Hormona" por su gran estatura ya que se diferenciaba mucho en su altura con los otros muchachos de su edad. Debutaría por los universitarios a los dieciocho años frente a Palestino en la derrota por un gol a cero en un partido válido por la segunda fecha del Clausura 2006, anotando su primer gol el 13 de agosto también en este torneo frente a Cobreloa.
Luego de su debut por el cuadro estudiantil tras tres partidos no volvería a ver acción hasta el Apertura 2008 junto con actuaciones esporádicas al año siguiente en el torneo nacional además de la Copa Libertadores 2009 y Copa Sudamericana 2009 no encontraría lugar en el plantel por lo que parte en calidad de préstamo a la Universidad de Concepción.
Las siguientes tres temporadas estaría en constante movimiento, primero jugando por el campanil, luego por Santiago Morning y Rangers siendo estos dos últimos clubes donde tendría algunas destacadas actuaciones. Al quedar en libertad ficharía por Ñublense donde tendría una muy mala campaña personal llegando a jugar por el equipo filial de la Segunda División Profesional. Para la temporada Temporada 2013/14 regresaría a Rangers en calidad de préstamo para ser parte del descenso de su club a la Primera B.
Tras un semestre sin jugar partidos como profesional gracias a un repunte que tuvo en su última campaña con los talquinos ficharía por Deportes Temuco que en ese entonces jugaba en la Primera B, con los temucanos tendría pobres presentaciones pero aun así permanecería en el club por una temporada y media siendo parte del campeonato obtenido que significaría el ascenso a primera a fines del torneo 2015/16.
A mediados de 2016 tendría su primera experiencia en el extranjero jugando por Universitario de Sucre de la Primera División de Bolivia donde solo permanecería un semestre ya que solo convertiría tres goles. En 2017 estaría nuevamente un semestre sin jugar para luego recalar en Deportes Iberia donde pese a tener buenas actuaciones en la Primera B y la Copa Chile no evitaría el descenso de su equipo a la Segunda División Profesional.
Después del descenso vivido por Deportes Iberia y tras estar a prueba algunos días se hace oficial su fichaje por el Santiago Wanderers para jugar la Primera B 2018 además de la Copa Libertadores, competición internacional que llegaría a jugar por segunda vez en su carrera. Luego de un semestre con los caturros donde no convertiría goles no sería tomado en cuenta para la segunda parte del año.

## Selección nacional
Fue en un comienzo parte de los sparring de la Selección de fútbol de Chile de Marcelo Bielsa donde incluso sería parte de un combinado sub-23 que jugaría un partido amistoso de visita frente a México, donde sería titular y capitán, que terminaría en triunfo para los locales por dos goles contra cero.
En 2009 jugaría el Campeonato Sudamericano Sub-20 donde pese a que su equipo no lograría la clasificación al mundial de la categoría en lo personal sería el goleador de su selección en el torneo con tres goles. Su última participación por selecciones sería en el Torneo Esperanzas de Toulon de 2009 con un combinado de sub-21 donde su escuadra se coronaría campeón.

## Estadísticas

### Clubes
| Club                              | Div.          | Temporada     | Liga  | Liga  | Copas nacionales | Copas nacionales | Torneos internacionales | Torneos internacionales | Total | Total | Media goleadora |
| Club                              | Div.          | Temporada     | Part. | Goles | Part.            | Goles            | Part.                   | Goles                   | Part. | Goles | Media goleadora |
| --------------------------------- | ------------- | ------------- | ----- | ----- | ---------------- | ---------------- | ----------------------- | ----------------------- | ----- | ----- | --------------- |
| Universidad de Chile · Chile      | 1.ª           | 2006          | 3     | 1     | —                | —                | —                       | —                       | 3     | 1     | 0.33            |
| Universidad de Chile · Chile      | 1.ª           | 2007          | —     | —     | —                | —                | —                       | —                       | 0     | 0     | 0.00            |
| Universidad de Chile · Chile      | 1.ª           | 2008          | 5     | 0     | —                | —                | —                       | —                       | 5     | 0     | 0.00            |
| Universidad de Chile · Chile      | 1.ª           | 2009          | 19    | 4     | 1                | 1                | 4                       | 0                       | 24    | 5     | 0.18            |
| Universidad de Chile · Chile      | Total club    | Total club    | 27    | 5     | 1                | 1                | 4                       | 0                       | 32    | 6     | 0.18            |
| Universidad de Concepción · Chile | 1.ª           | 2010          | 23    | 3     | 4                | 3                | —                       | —                       | 27    | 6     | 0.22            |
| Universidad de Concepción · Chile | Total club    | Total club    | 23    | 3     | 4                | 3                | 0                       | 0                       | 27    | 6     | 0.22            |
| Santiago Morning · Chile          | 1.ª           | 2011          | 20    | 6     | 1                | 0                | —                       | —                       | 21    | 6     | 0.28            |
| Santiago Morning · Chile          | Total club    | Total club    | 20    | 6     | 1                | 0                | 0                       | 0                       | 21    | 6     | 0.28            |
| Rangers · Chile                   | 1.ª           | 2012          | 33    | 7     | 7                | 4                | --                      | --                      | 40    | 11    | 0.12            |
| Rangers · Chile                   | 1.ª           | 2013-14       | 33    | 10    | 4                | 0                | —                       | —                       | 37    | 10    | 0.25            |
| Rangers · Chile                   | Total club    | Total club    | 66    | 17    | 11               | 4                | 0                       | 0                       | 77    | 21    | 0.27            |
| Ñublense · Chile                  | 1.ª           | 2013          | 14    | 2     | —                | —                | —                       | —                       | 14    | 2     | 0.14            |
| Ñublense · Chile                  | Total club    | Total club    | 14    | 2     | 0                | 0                | 0                       | 0                       | 14    | 2     | 0.14            |
| Ñublense B · Chile                | 3ª            | 2013          | 4     | 2     | —                | —                | —                       | —                       | 4     | 2     | 0.50            |
| Ñublense B · Chile                | Total club    | Total club    | 4     | 2     | 0                | 0                | 0                       | 0                       | 4     | 2     | 0.50            |
| Deportes Temuco · Chile           | 2ª            | 2014-15       | 19    | 3     | —                | —                | —                       | —                       | 19    | 3     | 0.15            |
| Deportes Temuco · Chile           | 2ª            | 2015-16       | 22    | 3     | 4                | 0                | —                       | —                       | 26    | 3     | 0.11            |
| Deportes Temuco · Chile           | Total club    | Total club    | 41    | 6     | 4                | 0                | 0                       | 0                       | 45    | 6     | 0.13            |
| Universitario de Sucre · Bolivia  | 1.ª           | 2016          | 16    | 3     | —                | —                | —                       | —                       | 16    | 3     | 0.18            |
| Universitario de Sucre · Bolivia  | Total club    | Total club    | 16    | 3     | 0                | 0                | 0                       | 0                       | 16    | 3     | 0.18            |
| Iberia · Chile                    | 2ª            | 2017          | 15    | 7     | 4                | 1                | —                       | —                       | 19    | 8     | 0.42            |
| Iberia · Chile                    | Total club    | Total club    | 15    | 7     | 4                | 1                | 0                       | 0                       | 19    | 8     | 0.42            |
| Santiago Wanderers · Chile        | 2ª            | 2018          | 6     | 0     | 3                | 0                | 4                       | 0                       | 13    | 0     | 0.00            |
| Santiago Wanderers · Chile        | Total club    | Total club    | 6     | 0     | 3                | 0                | 4                       | 0                       | 13    | 0     | 0.00            |
| Total carrera                     | Total carrera | Total carrera | 232   | 51    | 28               | 9                | 8                       | 0                       | 268   | 60    | 0.22            |
| 1. 2. 3.                          |               |               |       |       |                  |                  |                         |                         |       |       |                 |

### Resumen estadístico
| Competición                           | Partidos | Goles | Promedio |
| ------------------------------------- | -------- | ----- | -------- |
| Primera División de Chile             | 150      | 33    | 0.22     |
| Primera División de Bolivia           | 16       | 3     | 0.18     |
| Primera B de Chile                    | 62       | 13    | 0.20     |
| Segunda División Profesional de Chile | 4        | 2     | 0.50     |
| Copa Chile                            | 27       | 9     | 0.33     |
| Supercopa de Chile                    | 1        | 0     | 0.00     |
| Copa Libertadores                     | 5        | 0     | 0.00     |
| Copa Sudamericana                     | 3        | 0     | 0.00     |
| Selección Sub-20                      | 4        | 3     | 0.75     |
| Total                                 | 272      | 63    | 0.23     |

## Palmarés

### Títulos nacionales
| Título           | Club                 | País  | Año     |
| ---------------- | -------------------- | ----- | ------- |
| Primera División | Universidad de Chile | Chile | 2009-A  |
| Primera B        | Deportes Temuco      | Chile | 2015/16 |